# Podgórze (Kołaczkowice)
Podgórze – część wsi Kołaczkowice w Polsce, położona w województwie świętokrzyskim, w powiecie buskim, w gminie Busko-Zdrój.
W latach 1975–1998 Podgórze administracyjnie należało do województwa kieleckiego.